# Championnat d'Angleterre de football 1986-1987
Navigation
Édition précédente Édition suivante
La 88e édition du championnat d'Angleterre de football est remportée par  Everton FC. Le club liverpuldien finit neuf points devant son rival Liverpool FC. L’écart avec le troisième est important, 6 points séparent Liverpool de son suivant immédiat Tottenham Hotspur. 
Aucun club anglais ne se qualifie pour les coupes européennes, ceux-ci étant bannis à la suite du drame du Heysel.
Le système de promotion/relégation est modifié : descente et montée automatique, sans matchs de barrage pour les trois derniers de première division et les deux premiers de deuxième division, poule de barrage pour le dix-neuvième du championnat et les troisième à cinquième de la division 2. À la fin de la saison Aston Villa, Manchester City et Leicester City, sont relégués en deuxième division. Ils sont remplacés par Derby County et Portsmouth FC, Charlton Athletic parvient à conserver sa place dans l'élite.
L'attaquant anglais Clive Allen, de Tottenham Hotspur, termine meilleur buteur du championnat avec 33 réalisations.

## Les clubs de l'édition 1986-1987
| Club                              | Ville            |
| --------------------------------- | ---------------- |
| Arsenal Football Club             | Londres          |
| Aston Villa Football Club         | Birmingham       |
| Charlton Athletic Football Club   | Londres          |
| Chelsea Football Club             | Londres          |
| Coventry City Football Club       | Coventry         |
| Everton Football Club             | Liverpool        |
| Leicester City Football Club      | Leicester        |
| Liverpool Football Club           | Liverpool        |
| Luton Town Football Club          | Luton            |
| Manchester City Football Club     | Manchester       |
| Manchester United Football Club   | Manchester       |
| Newcastle United Football Club    | Newcastle United |
| Norwich City Football Club        | Norwich          |
| Nottingham Forest Football Club   | Nottingham       |
| Oxford United Football Club       | Oxford           |
| Queens Park Rangers Football Club | Londres          |
| Sheffield Wednesday Football Club | Sheffield        |
| Southampton Football Club         | Southampton      |
| Tottenham Hotspur Football Club   | Londres          |
| Watford Football Club             | Watford          |
| West Ham United Football Club     | Londres          |
| Wimbledon Football Club           | Londres          |

## Classement
| Rang | Équipe              | Pts | J  | G  | N  | P  | Bp | Bc | Diff |
| ---- | ------------------- | --- | -- | -- | -- | -- | -- | -- | ---- |
| 1    | Everton             | 86  | 42 | 26 | 8  | 8  | 76 | 31 | +45  |
| 2    | Liverpool           | 77  | 42 | 23 | 8  | 11 | 72 | 42 | +30  |
| 3    | Tottenham Hotspur   | 71  | 42 | 21 | 8  | 13 | 68 | 43 | +25  |
| 4    | Arsenal             | 70  | 42 | 20 | 10 | 12 | 58 | 35 | +23  |
| 5    | Norwich City        | 68  | 42 | 17 | 17 | 8  | 53 | 51 | +2   |
| 6    | Wimbledon FC        | 66  | 42 | 19 | 9  | 14 | 57 | 50 | +7   |
| 7    | Luton Town          | 66  | 42 | 18 | 12 | 12 | 47 | 45 | +2   |
| 8    | Nottingham Forest   | 65  | 42 | 18 | 11 | 13 | 64 | 51 | +13  |
| 9    | Watford             | 63  | 42 | 18 | 9  | 15 | 67 | 54 | +13  |
| 10   | Coventry City       | 63  | 42 | 17 | 12 | 13 | 50 | 45 | +5   |
| 11   | Manchester United   | 56  | 42 | 14 | 14 | 14 | 52 | 45 | +7   |
| 12   | Southampton         | 52  | 42 | 14 | 10 | 18 | 69 | 68 | +1   |
| 13   | Sheffield Wednesday | 52  | 42 | 13 | 13 | 16 | 58 | 59 | -1   |
| 14   | Chelsea             | 52  | 42 | 13 | 13 | 16 | 53 | 64 | -11  |
| 15   | West Ham            | 52  | 42 | 14 | 10 | 18 | 52 | 67 | -15  |
| 16   | Queens Park Rangers | 50  | 42 | 13 | 11 | 18 | 48 | 64 | -16  |
| 17   | Newcastle United    | 47  | 42 | 12 | 11 | 19 | 47 | 65 | -18  |
| 18   | Oxford United       | 46  | 42 | 11 | 13 | 18 | 44 | 69 | -25  |
| 19   | Charlton            | 44  | 42 | 11 | 11 | 20 | 45 | 55 | -10  |
| 20   | Leicester City      | 42  | 42 | 11 | 9  | 22 | 54 | 76 | -22  |
| 21   | Manchester City     | 39  | 42 | 8  | 15 | 19 | 36 | 57 | -21  |
| 22   | Aston Villa         | 36  | 42 | 8  | 12 | 22 | 45 | 79 | -34  |

|  | Champion d'Angleterre |
|  | Relégation            |

## Affluences
| #  | Club                | Stade           | Affluence moyenne sur la saison | Variation |
| -- | ------------------- | --------------- | ------------------------------- | --------- |
| 1  | Manchester United   | Old Trafford    | 40 594                          | - 12,4 %  |
| 2  | Liverpool FC        | Anfield         | 36 286                          | + 2,9 %   |
| 3  | Everton FC          | Goodison Park   | 32 935                          | + 2,2 %   |
| 4  | Arsenal FC          | Highbury        | 29 022                          | + 21,8 %  |
| 5  | Tottenham Hotspur   | White Hart Lane | 25 881                          | + 24,1 %  |
| 6  | Newcastle United    | St James' Park  | 24 792                          | + 5,8 %   |
| 7  | Sheffield Wednesday | Hillsborough    | 23 148                          | + 0,2 %   |
| 8  | Manchester City     | Maine Road      | 21 922                          | - 9,5 %   |
| 9  | West Ham United     | Upton Park      | 20 608                          | - 2,7 %   |
| 10 | Nottingham Forest   | City Ground     | 19 086                          | + 13,5 %  |
| 11 | Aston Villa         | Villa Park      | 18 172                          | + 19,3 %  |
| 12 | Chelsea FC          | Stamford Bridge | 17 694                          | - 19,5 %  |
| 13 | Norwich City        | Carrow Road     | 17 564                          | D2        |
| 14 | Coventry City       | Highfield Road  | 16 120                          | + 39,1 %  |
| 15 | Watford FC          | Vicarage Road   | 15 800                          | + 2,9 %   |
| 16 | Southampton FC      | The Dell        | 14 950                          | - 1,9 %   |
| 17 | Queens Park Rangers | Loftus Road     | 11 754                          | - 7,2 %   |
| 18 | Leicester City      | Filbert Street  | 11 697                          | - 0,8 %   |
| 19 | Oxford United       | Manor Ground    | 10 357                          | - 5,9 %   |
| 20 | Luton Town          | Kenilworth Road | 10 256                          | - 7,3 %   |
| 21 | Charlton Athletic   | Selhurst Park   | 9 012                           | D2        |
| 22 | Wimbledon FC        | Plough Lane     | 7 811                           | D2        |

## Bilan de la saison
| Tableau d'Honneur                          |                         |
| Compétition                                | Vainqueur               |
| Championnat d'Angleterre de football       | Everton FC              |
| Coupe d'Angleterre de football             | Coventry City           |
| Coupe de la Ligue d’Angleterre de football | Arsenal FC              |
| Charity Shield                             | Liverpool et Everton FC |

| Promotions et relégations |                                            |
| Promus                    | Derby County Portsmouth FC                 |
| Relégués                  | Aston Villa Manchester City Leicester City |

## Meilleur buteur
Avec 33 buts, Clive Allen, qui joue à Tottenham Hotspur, remporte son unique titre de meilleur buteur du championnat.